# Seconda battaglia della Sirte
La seconda battaglia della Sirte fu una battaglia navale tra un convoglio della Royal Navy e varie unità della Regia Marina combattuta durante la seconda guerra mondiale. Si svolse il 22 marzo 1942 nel mar Mediterraneo a nord del golfo della Sirte a oriente di Malta.
L'azione fu una vittoria della flotta italiana, che riuscì a sgominare il convoglio, poi distrutto dall'aviazione dell'Asse. Ma la riluttanza della Regia Marina nello sfruttare il proprio vantaggio, dovuto alla abile difesa dell'ammiraglio Vian, la rese solo una vittoria parziale.

## Azione
Nel 1942 la guerra nel Mediterraneo stava cominciando a intensificarsi:
le forze aeronavali dell'Asse tentavano disperatamente di impedire ai convogli di rifornimenti inglesi di raggiungere i porti in Egitto per rifornire le truppe inglesi impegnate in Africa settentrionale, mentre le unità da combattimento della Royal Navy britannica compivano enormi sforzi per proteggerli. L'isola di Malta assumeva in questo teatro una grande importanza per entrambi gli schieramenti: in posizione strategica in mezzo al Mediterraneo risultava una potenziale minaccia ai convogli di rifornimento italiani e allo stesso tempo garantiva una certa sicurezza ai convogli inglesi.
All'inizio della primavera del 1942 i comandanti dell'Asse cominciarono a comprendere pienamente la funzione strategica dell'isola e pianificarono di conquistarla o almeno ridurla all'impotenza, bombardandola in continuazione e impedendo a eventuali convogli di raggiungerla in vista della pianificata occupazione, l'operazione C3 che non verrà mai effettuata. Poiché sull'isola cominciava a ridursi il numero degli aerei efficienti, le scorte di carburante e di munizioni, venne organizzato dall'Ammiragliato britannico il convoglio MW10, che partì il 21 marzo da Alessandria d'Egitto.
I britannici erano consapevoli che ogni tentativo di rifornire l'isola avrebbe incontrato una strenua opposizione, sia da parte della Regia Aeronautica italiana e dalle squadriglie aeree della Luftwaffe in Sicilia, sia da parte della Regia Marina italiana. Tuttavia la minaccia di un attacco da parte della marina italiana venne ritenuto di minore probabilità di uno da parte dell'aviazione: gli inglesi sapevano bene che la Marina cominciava a soffrire della penuria di carburante, inoltre speravano che le battaglie del 1941 avessero convinto Supermarina (l'alto comando della marina italiana) a una condotta più cauta.
La scorta era composta da un gran numero di cacciatorpediniere e includeva l'incrociatore antiaereo Carlisle per fornire un'adeguata copertura antiaerea e antisommergibile; includeva solamente tre incrociatori leggeri per protezione contro minacce di superficie. Ulteriori cacciatorpediniere e un altro incrociatore leggero furono inviati da Malta. In caso di avvicinamento di unità navali di superficie italiane, i piani britannici prevedevano di lasciare il Carlisle e metà dei cacciatorpediniere di scorta alle navi da carico in ogni caso, mentre il resto delle navi avrebbe alzato delle cortine fumogene e avrebbe ritardato le navi italiane.
Alle 14:30 del giorno dopo venne avvistato fumo all'orizzonte, i britannici scoprirono con sorpresa che non dovevano affrontare una piccola forza veloce come si aspettavano, ma un gruppo di  incrociatori pesanti scortati da cacciatorpediniere. Misero immediatamente in atto il loro piano, il convoglio e le sue scorte virarono allontanandosi da Malta, mentre le rimanenti unità alzarono le cortine fumogene e ingaggiarono gli italiani. Dopo uno scambio di colpi d'artiglieria gli incrociatori italiani si ritirarono, ma ritornarono ben presto accompagnati dalla nave da battaglia Littorio e dai suoi cacciatorpediniere di scorta.
La battaglia infuriò per circa due ore e mezzo con le navi britanniche che uscivano dalle cortine fumogene per lanciare alcune bordate, quindi tornavano a nascondersi quando le salve italiane arrivavano troppo vicine. Alle 18:30 i britannici decisero di forzare la mano e ordinarono ai loro cacciatorpediniere di lanciare i siluri da 9 km, la massima distanza alla quale gli italiani si avvicinavano. Nessun siluro colpì il bersaglio ma la Havock e la Kingston furono entrambe colpite da proiettili del Littorio. Nel frattempo il Littorio era praticamente indenne, mentre un altro incrociatore era incendiato ma non danneggiato.
Al cadere dell'oscurità gli italiani rinunciarono e fecero rotta verso il porto verso circa le 19:00. Non essendo equipaggiati con radar si sarebbero trovati significativamente in difficoltà se la battaglia fosse continuata. Per tutto il combattimento gli italiani superarono per potenza di fuoco i loro avversari inglesi e avrebbero potuto facilmente lanciare uno dei loro due gruppi contro il convoglio. Comunque non apparvero decisi a sferrare un colpo decisivo, probabilmente temendo un attacco di siluri dalla numericamente superiore forza di cacciatorpediniere britannici.
Secondo i rapporti britannici, le torrette della Cleopatra furono distrutte dai colpi dell'incrociatore Giovanni delle Bande Nere. Gli incrociatori Euryalus e Penelope vennero gravemente danneggiati. La Havock venne immobilizzata in acqua da un colpo diretto (sebbene successivamente riuscì a ripartire) e i cacciatorpediniere Sikh, Lively, Legion, Lance e Kingston furono tutti danneggiati.
La maggior parte della forza di scorta a corto di carburante come conseguenza dello scontro tornò indietro verso Alessandria. I cacciatorpediniere danneggiati e il convoglio vennero inviati a Malta con la Carlisle, la Penelope e la Legion. Così isolati, il giorno successivo vennero continuamente attaccati dall'aviazione. La nave da carico Clan Campbell venne affondata a trenta chilometri dal porto, la petroliera Breconshire venne danneggiata e ancorata fuori dal porto mentre solo la Talabot e la Pampas raggiunsero Grand Harbour, quest'ultima colpita da tre bombe che non esplosero. La Breconshire venne più tardi rimorchiata fino a una baia protetta.
Il giorno successivo i bombardieri in picchiata tedeschi colpirono tutte le tre le navi superstiti. La Breconshire si capovolse nella baia, ma la maggior parte del suo petrolio venne recuperato mediante un buco nel suo scafo. La Talabot, la danneggiata Pampas e il cacciatorpediniere Legion vennero affondati nel porto. Solo 5 000 t circa di carico erano state scaricate delle 26 000 t inviate da Alessandria.
Le navi italiane non furono molto più fortunate. Dopo aver fallito nello sfruttare i loro attacchi vennero sorprese da un'intensa tempesta mentre erano in rotta verso il porto, che affondò i cacciatorpediniere Scirocco e Lanciere.

## Ordine di battaglia

### Regia Marina
- Ammiraglio Angelo Iachino
  - 1 nave da battaglia: Littorio (danneggiata);
  - 6 cacciatorpediniere: Aviere, Grecale, Alfredo Oriani, Ascari e aggregati successivamente Geniere, Scirocco (affondato da una tempesta dopo il combattimento) (11ª Squadriglia Cacciatorpediniere).
- 3ª Divisione, ammiraglio Angelo Parona
  - 2 incrociatori pesanti: Gorizia, Trento;
  - 1 incrociatore leggero: Giovanni delle Bande Nere (danneggiato);
  - 4 cacciatorpediniere: Alpino, Bersagliere, Fuciliere, Lanciere (affondato da una tempesta dopo il combattimento) (13ª Squadriglia Cacciatorpediniere).

### Royal Navy
- Squadra Carlisle:
  - 1 incrociatore antiaereo: Carlisle;
  - 7 cacciatorpediniere: Southwold (affondato su una mina il 24 marzo), Beaufort, Dulverton, Hurworth, Avon Vale, Eridge, Heythrop (silurato dal sommergibile tedesco U-652 il 20 marzo).
  - 4 navi da carico: Clan Campbell, Breconshire, Pampas, Talabot.
- 15ª Squadra dell'ammiraglio Philip Vian:
  - 3 incrociatori leggeri: Dido, Euryalus (leggermente danneggiato), Cleopatra (danneggiato);
  - 10 cacciatorpediniere: Hasty, Havock (danneggiato), Hero, Jervis, Kelvin, Kingston (danneggiato), Kipling, Lance (danneggiato), Lively (danneggiato), Sikh (leggermente danneggiato), Zulu (danneggiato).
- Squadra supporto da Malta:
  - 1 incrociatore leggero: Penelope.
  - 1 cacciatorpediniere: Legion (danneggiato).